# Vision of life
「Vision of life」（ビジョン オブ ライフ）は、SPYKEのデビューシングル。

## 解説
ロックバンド・SPYKEのデビューシングル。

## 収録曲
1. Vision of life
  - テレビ東京系、『浅草橋ヤング洋品店』のエンディングテーマ。